# Wanted (manga)
Wanted es un volumen de shōjo manga, escrito e ilustrado por Matsuri Hino. Los tres trabajos de la historia se publicaron en la revista LaLa y más tarde fueron recopilados en un solo volumen, editado por Hakusensha el 5 de enero de 2005.

## Argumento
Wanted narra la historia de una chica huérfana llamada Armelia que canta en palacios para ganar dinero. Un día, mientras cantaba en uno de esos palacios conoce a Luce de quien se enamora por primera vez. Después de un tiempo, a Luce se lo lleva el malvado pirata Scars, Armelia se queda muy triste por ello y promete que irá a buscarlo y así, después de 8 años logra encontrar el barco pirata que secuestró a su amado Luce y se infiltra en el barco disfrazada de hombre y con el sobrenambre de Alto. Cuando entra y ve al capitán piensa "tiene el mismo color de pelo que Luce...", y después le pregunta a Scars que dónde está Luce y él le responde que se suicidó, pero ella no se lo cree del todo. Más tarde, cuando sufre un disparo y la atiende el médico del barco, pero para su sorpresa descubre que el verdadero capitán Scar es el doctor, lo que le hace pensar a Armelia: ¿quién será el otro capitán que se hace llamar Scar y que tanto se parece a Luce?¿Qué aventuras les deparará a Armelia y Scar cuando ésta descubra su verdadera identidad?...